# Библиотеки Баку
Библиотеки Баку – библиотеки, расположенные на территории города Баку.

## История
Первой общественной библиотекой в Баку являлась читальня под названием «Нариманский квартал», открытая по одобрению бакинского губернатора Горчакова в августе 1894 года. Деятельность читальни была прекращена в 1896 году.

## Президентская библиотека
Президентская библиотека при Управлении Делами Президента Азербайджанской Республики (азерб. Azərbaycan Respublikası Prezidentinin İşlər İdarəsinin Prezident Kitabxanası) была учреждена в 2003 году по инициативе Гейдара Алиева в результате объединения фондов двух городских библиотек: Центральной городской библиотеки и библиотеки Дома политического просвещения.
Статус при Управлении делами Президента Азербайджанской Республики библиотека получила в соответствие с декретом Президента Азербайджана от 22 июня 2009 года.

## Национальная библиотека Азербайджана
Национальная библиотека Азербайджана им. М. Ф. Ахундова (азерб. Azərbaycan Milli Kitabxanası) была учреждена 23 мая 1923 года. В 1939 году библиотеке было присвоено имя азербайджанского просветителя Мирза Фатали Ахундова.
В 2005 году по распоряжению Кабинета министров Азербайджана библиотека получила статус «Национальная библиотека».
В том же году Национальная библиотека стала членом международной организации «Европейский Конфранс Национальных Библиотек».

## Центральная городская библиотека

Интерьер Азербайджанской центральной библиотеки

Центральная городская библиотека (азерб. Mirzə Ələkbər Sabir adına Mərkəzi Şəhər Kitabxanası) открылась в марте 1919 года согласно решению Департамента культуры и образования Союза Азербайджанского Потребительского общества, принятому в 1918 году.
В 1941 году в Центральной городской библиотеке впервые был создан первый библиографический отдел.

## Республиканская молодёжная библиотека
Республиканская молодёжная библиотека имени Джафара Джаббарлы (азерб. Cəfər Cabbarlı adına Respublika Gənclər Kitabxanası) была основана в 1928 году.
С 1937 года библиотека носит название библиотека имени Джафара Джаббарлы в честь азербайджанского драматурга.
В 1976 году библиотеке был присвоен статус Республиканской молодёжной организации.

## Библиотека для слабовидящих Азербайджана
Библиотека для слабовидящих Азербайджана (азерб. Respublika Gözdən Əlillər Kitabxanası) была учреждена в 1981 году согласно Распоряжению Президиума Центрального Управления Общества Слепых Азербайджана от 23 мая 1980 года № 11 было издано распоряжение о создании Центральной библиотеки республики.
В январе 1994 года библиотека была передана Министерству культуры Азербайджана.
Основу библиотеки составляют книги, напечатанные шрифтом Брайля, а также аудиокниги.

## Научная библиотека БГУ
Научная библиотека Бакинского государственного университета открылась в 1919 году по инициативе правительства Азербайджанской Демократической Республики.
Согласно распоряжению Совета Народных Комиссаров, в 1920-1922 годах библиотеке были переданы книги из различных ведомств и организаций.
В соответствие с постановлением Министерства Образования Азербайджана № 131 от 1971 года, Научная библиотека БГУ была превращена в научно-методический центр, главной целью которого является урегулирование работы библиотек учебных заведений страны.
С 1998 года осуществляется сотрудничество с Фондом помощи Института открытого общества.

## Центральная Научная Библиотека
Центральная Научная Библиотека НАНА (ЦНБ НАНА) была учреждена в 1923 году при поддержке «Общества изучения и исследования Азербайджана». Базой для научной библиотеки послужило «Библиографическое бюро», созданное 4 ноября 1923 года.
В 1925 году на собрании Центрального Совета «Общества Изучения и исследования Азербайджана» было принято решение о слиянии Научной библиотеки и Библиографического Бюро. Было сформировано Библиотечно — Библиографическое Бюро, председателем которого стал Ханафи Зейналлы.
В 1963—1984 годах Центральная Научная Библиотека НАНА называлась Основной Библиотекой. С 1984 года библиотека носит название Центральной Научной Библиотеки.
Указом Президента Азербайджана от 4 января 2003 года «О статусе Национальной Академии Наук» пункта 54 статьи 5-й, Центральная Научная Библиотека получила статус научного учреждения.
В 1993 году Центральная Научная Библиотека НАНА стала членом Международной федерации библиотечных ассоциаций.
В 2012 году ЦНБ НАНА стала одним из равноправных членов Ассоциации Научных Библиотек при Совете Европы.

## Парламентская библиотека

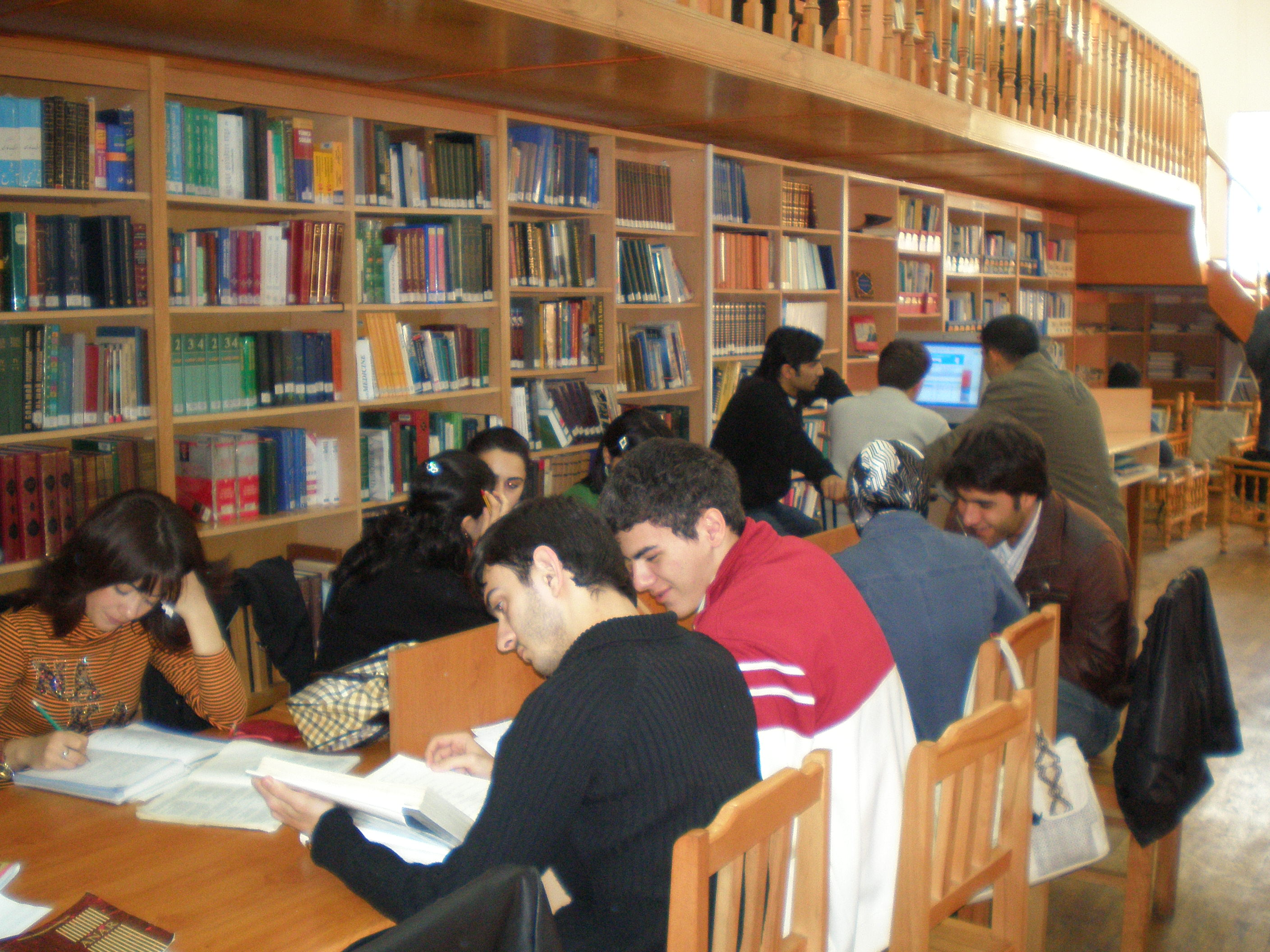
Библиотечно-информационный центр Хазарского университета

Парламентская библиотека Азербайджана была учреждена в 1997 году при поддержке Великого Национального Собрания Турции.
В 2000 году был создан координационный центр по обмену официальными документами, книгами и др. между парламентскими библиотеками стран СНГ.

## Библиотека Хазарского университета
Библиотечно-информационный центр Хазарского университета (KULIC) — это библиотека Хазарского университета.

## Внешние ссылки
- Президентская библиотека при Управлении Делами Президента Азербайджанской Республики
- Национальная библиотека Азербайджана им. М. Ф. Ахундова
- Республиканская молодежная библиотека им. Дж. Джаббарлы
- Библиотека для слабовидящих Азербайджана
- Центральная научная библиотека НАНА Архивная копия от 19 июля 2016 на Wayback Machine
- Библиотечно-информационный центр Хазарского университета